# Mentha longifolia
La menta de caballo (Mentha longifolia) es una especie de la familia de las Labiadas.

## Descripción
Es una planta herbácea perenne con rizomas rastreros, tallos de 40 a 120 cm de altura, de aspecto sedoso-blanquecino, erguidos y pubescentes. Olor no muy aromático.

Las hojas son sentadas, ovales, alargadas, con su anchura máxima cerca del medio, dentadas y acabadas en punta. Tomentosas y blanquecinas por el envés.
Las flores, de color rosa o lila, surgen en espigas terminales compactas, oblongas y de ordinario ramificadas. Cáliz muy peloso y acampanado, con 5 dientes agudos más o menos iguales. Corola glabra por dentro. Florece en verano.

## Distribución y hábitat
Especie nativa de Europa, Asia central y occidental (desde el este de Nepal hasta el extremo más occidental de China) y África del norte y meridional (no tropical). Crece en lugares muy húmedos, riberas o terrenos encharcados.

## Historia
El uso medicinal de la menta de caballo,  lo demuestra su presencia en la Capitulare de villis vel curtis imperii, una orden emitida por Carlomagno que reclama a sus campos para que cultiven  una serie de hierbas y condimentos incluyendo las "mentastrum" identificada actualmente como Mentha longifolia.

## Variedades y sinonimia
Mentha longifolia. De Macaronesia, regiones templadas de Eurasia hasta el sur de África.
- Mentha spicata var. longifolia L., Sp. Pl.: 576 (1753).
- Mentha spicata subsp. longifolia (L.) Tacik, Fl. Polska 11: 216 (1967).

var. amphilema Briq. ex Rech.f., in Fl. Iran. 150: 560 (1982). Del oeste de Asia.
- Mentha concolor Stapf, Denkschr. Kaiserl. Akad. Wiss., Wien. Math.-Naturwiss. Kl. 50: 35 (1885).
- Mentha hamadanensis Stapf, Denkschr. Kaiserl. Akad. Wiss., Wien. Math.-Naturwiss. Kl. 40: 35 (1885).

var. asiatica (Boriss.) Rech.f., in Fl. Iran. 150: 559 (1982). Del oeste de Asia y China.
- Mentha asiatica Boriss., Bot. Mater. Gerb. Bot. Inst. Komarova Akad. Nauk S.S.S.R. 16: 280 (1954).
- Mentha × arvensiaquatica f. asperata Timb.-Lagr., Bull. Soc. Bot. France 7: 358 (1860).
- Mentha asperata (Timb.-Lagr.) Pérard, Cat. Rais. Pl. Montluçon, Suppl.: 21 (1878).
- Mentha kopetdaghensis Boriss., Bot. Mater. Gerb. Bot. Inst. Komarova Akad. Nauk S.S.S.R. 16: 281 (1954).
- Mentha vagans Boriss., Bot. Mater. Gerb. Bot. Inst. Komarova Akad. Nauk S.S.S.R. 16: 282 (1954).

var. austroafghanica Rech.f., in Fl. Iran. 150: 561 (1982). De Afganistán.
subsp. capensis (Thunb.) Briq. in H.G.A.Engler & K.A.E.Prantl, Nat. Pflanzenfam. 4(3a): 321 (1897). De Sudáfrica a Zimbabue.
- Mentha capensis Thunb., Prodr. Pl. Cap.: 95 (1800).
- Mentha longifolia var. capensis (Thunb.) Briq., Bull. Herb. Boissier 4: 687 (1896).
- Mentha salicina Burch. ex Benth., Labiat. Gen. Spec.: 170 (1833).
- Mentha lavandulacea var. latifolia Benth. in A.P.de Candolle, Prodr. 12: 165 (1848).
- Mentha capensis subsp. bouvieri Briq., Bull. Trav. Soc. Bot. Genève 5: 76 (1889).

var. chlorodictya Rech.f., in Fl. Iran. 150: 561 (1982). Del Cáucaso y centro y oeste de Asia.
var. kermamensis Rech.f., in Fl. Iran. 150: 562 (1982). De Irán.
var. kotschyana (Boiss.) Briq., Bull. Herb. Boissier 4: 688 (1896). De Turquía e Irán.
- Mentha sylvestris var. kotschyana  Boiss., Diagn. Pl. Orient., II, 4: 4 (1859).
- Mentha kotschyana (Boiss.) Heinr.Braun, Verh. K. K. Zool.-Bot. Ges. Wien 39: 218 (1889).
- Mentha sylvestris subsp. kotschyana (Boiss.) Briq., Bull. Trav. Soc. Bot. Genève 5: 87 (1889).

subsp. longifolia. De Macaronesia, Eurasia y África tropical.
- Anexo: Sinónimos de Mentha longifolia subsp. longifolia

var. muqarrabica Shinwari & Chaudhri, Acta Phytotax. Geobot. 43: 101 (1992). De Paquistán.
subsp. noeana (Briq.) Briq. in H.G.A.Engler & K.A.E.Prantl, Nat. Pflanzenfam. 4(3a): 322 (1897). De Turquía.
- Mentha royleana subsp. noeana Briq., Bull. Trav. Soc. Bot. Genève 5: 80 (1889).
- Mentha longifolia var. noeana (Briq.) Briq. in H.G.A.Engler & K.A.E.Prantl, Nat. Pflanzenfam. 4(3a): 322 (1897).

var. petiolata Boiss., Fl. Orient. 4: 543 (1879). De Turquía e Irán.
- Mentha longifolia var. amphileuca  Briq., Bull. Herb. Boissier 2: 700 (1894).

subsp.  polyadena (Briq.) Briq. in H.G.A.Engler & K.A.E.Prantl, Nat. Pflanzenfam. 4(3a): 321 (1897). Del sur de África.
- Mentha sylvestris subsp. polyadena Briq., Bull. Trav. Soc. Bot. Genève 5: 84 (1889).
- Mentha longifolia var. polyadena (Briq.) Briq. in H.G.A.Engler & K.A.E.Prantl, Nat. Pflanzenfam. 4(3a): 321 (1897).

var. schimperi (Briq.) Briq., Bull. Herb. Boissier 4: 686 (1896). Península arábiga.
- Mentha sylvestris subsp. schimperi  Briq., Bull. Trav. Soc. Bot. Genève 5: 85 (1889).

var. swatica Shinwari & Chaudhri, Acta Phytotax. Geobot. 43: 100 (1992). de Paquistán.
subsp. typhoides (Briq.) Harley, Notes Roy. Bot. Gard. Edinburgh 38: 38 (1980).Des Greciaa Irán.
- Mentha sylvestris subsp. typhoides  Briq., Bull. Trav. Soc. Bot. Genève 5: 90 (1889).
- Mentha calliantha Stapf, Denkschr. Kaiserl. Akad. Wiss., Wien. Math.-Naturwiss. Kl. 50: 36 (1885).
- Mentha cyprica Heinr.Braun, Verh. K. K. Zool.-Bot. Ges. Wien 39: 217 (1889).
- Mentha sylvestris subsp. calliantha (Stapf) Briq., Bull. Trav. Soc. Bot. Genève 5: 86 (1889).
- Mentha sylvestris var. petiolata Wirtg. ex Heinr.Braun, Verh. K. K. Zool.-Bot. Ges. Wien 40: 391 (1890).

subsp. wissii (Launert) Codd, Bothalia 14: 170 (1983). De Namibia y Sudáfrica.
- Mentha wissii Launert, Mitt. Bot. Staatssamml. München 2: 311 (1957).[1]

## Nombres comunes
- Castellano: hierbabuena, hierba buena, hierba buena borde, hierba buena silvestre, hierbabuena silvestre, hierba de las pulgas, hierbasana, hortelana, hortelana brava, hortelana de burro, hortelana de perro, hortelana muerta, hortelana romana, hortelana salvaje, hortolana, hortulana, mastrancho, mastranzo, mastranzo blanco, mastranzo de hoja blanquecina, mastranzo de Segovia, mastranzo español, mastranzo fino, mastranzo menor aromático, mastranzo nevado, mastranzo silvestre, mastuerzo de la hoja blanquecina, matrancho, matroncho, menta, menta blanca, menta borde, menta caballar, menta de caballo, menta de perro, menta jabonera, menta salvaje, menta silvestre, mentastro, mentastro nevado, mestranzo, mienta, poleo, poleo-menta, poleos, sándalo, yerbabuena, yerba buena de burros, yerba buena silvestre, yerbabuena silvestre, yerbasanta.[6]